# Interconnector UK
Interconnector UK Limited is een Engelse onderneming die een pijplijn en twee terminals exploiteert. De pijplijn heeft een lengte van 235 kilometer en ligt op de bodem van de Noordzee tussen Zeebrugge in België en Bacton in Engeland. Door de leiding kan, op jaarbasis, 25,5 miljard kubieke meter aardgas worden getransporteerd naar het Verenigd Koninkrijk en 20 miljard kubieke meter naar België. Met de gasstroom richting het Verenigd Koninkrijk kan voor circa 25% in de behoefte worden voorzien.

## Reden voor de aanleg

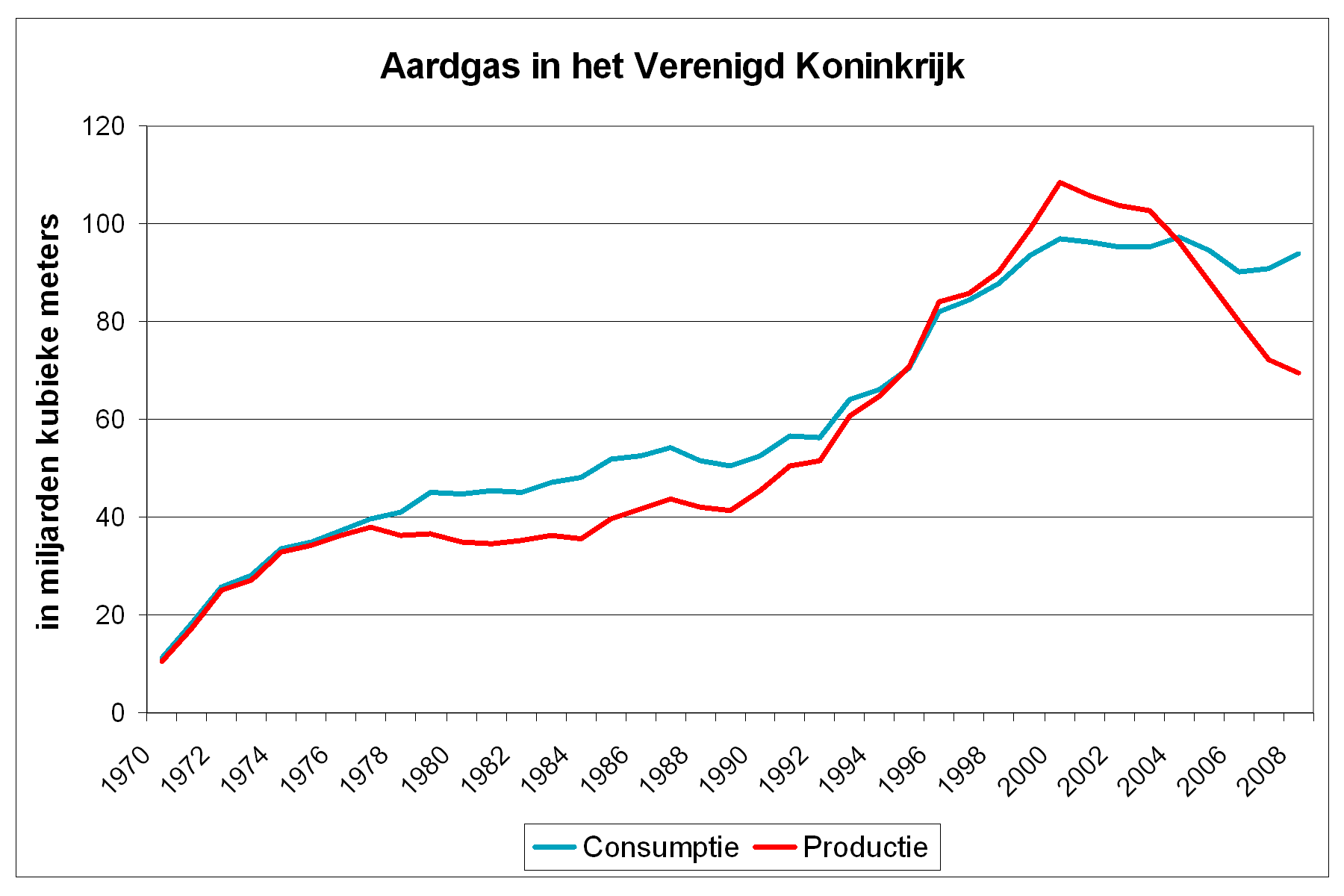
Aardgas productie en consumptie in het Verenigd Koninkrijk. Bron BP

In 1992 is in Engeland een onderzoek gestart naar de mogelijkheid van een gasleiding tussen het eiland en Continentaal Europa. Het Verenigd Koninkrijk heeft vele decennia geprofiteerd van de grote aardgas- en aardolievondsten op de Noordzee. De aardgasproductie nam in die jaren nog sterk toe en men zocht naar exportmogelijkheden. Negen energiebedrijven committeerden zich aan een totaal export volume van 20 miljard kubieke meter gas op jaarbasis. Met deze toezegging kon met de aanleg van de pijpleiding worden begonnen. Met de bouw werd in 1996 gestart en in oktober 1998 stroomde het eerste commerciële gas door de leiding. De investering in dit project bedroeg 460 miljoen pond.
In 2001 bereikte de productie van aardgas een piek en sindsdien daalt de binnenlandse productie. De pijpleiding die aanvankelijk voor de export van gas vanuit het Verenigd Koninkrijk was aangelegd, kreeg nu ook de functie van importpijplijn. In 2001 werden de eerste studies naar het opstellen van compressoren in Zeebrugge verricht. In 2005 kwamen de eerste twee compressoren in bedrijf, gevolgd door twee extra compressors in 2006 en ten slotte in 2007 werd de capaciteit nog eens uitgebreid. Met dit opgestelde compressorvermogen was een import van 25,5 miljard kubieke meter aardgas mogelijk.
In het Verenigd Koninkrijk ligt de jaarlijkse consumptie van aardgas op ongeveer 100 miljard kubieke meter. Het aandeel van import gas zal in 2012 al 50% van de behoefte dekken en dit zal stijgen tot ongeveer twee–derde in 2018.

## Technische details
De Interconnector pijplijn ligt tussen Zeebrugge en Bacton en is 235 kilometer lang. De stalen pijp heeft een diameter van 101,6 centimeter (40 inch). In combinatie met de vier compressoren die aan beide kanten van de pijplijn zijn opgesteld, kan jaarlijks 25,5 miljard kubieke meter gas naar het Verenigd Koninkrijk worden getransporteerd en 20 miljard kubieke meter naar België.

## Financiële resultaten
Interconnector UK Limited is een onderneming naar Engels recht. Ieder jaar publiceert het een jaarrekening. Het heeft een gebroken boekjaar dat loopt tot 30 September. Weinig ondernemingen die pijplijnen exploiteren publiceren de resultaten maar die van Interconnector UK geven een aardig beeld van de economische en financiële aspecten van het aardgastransport.

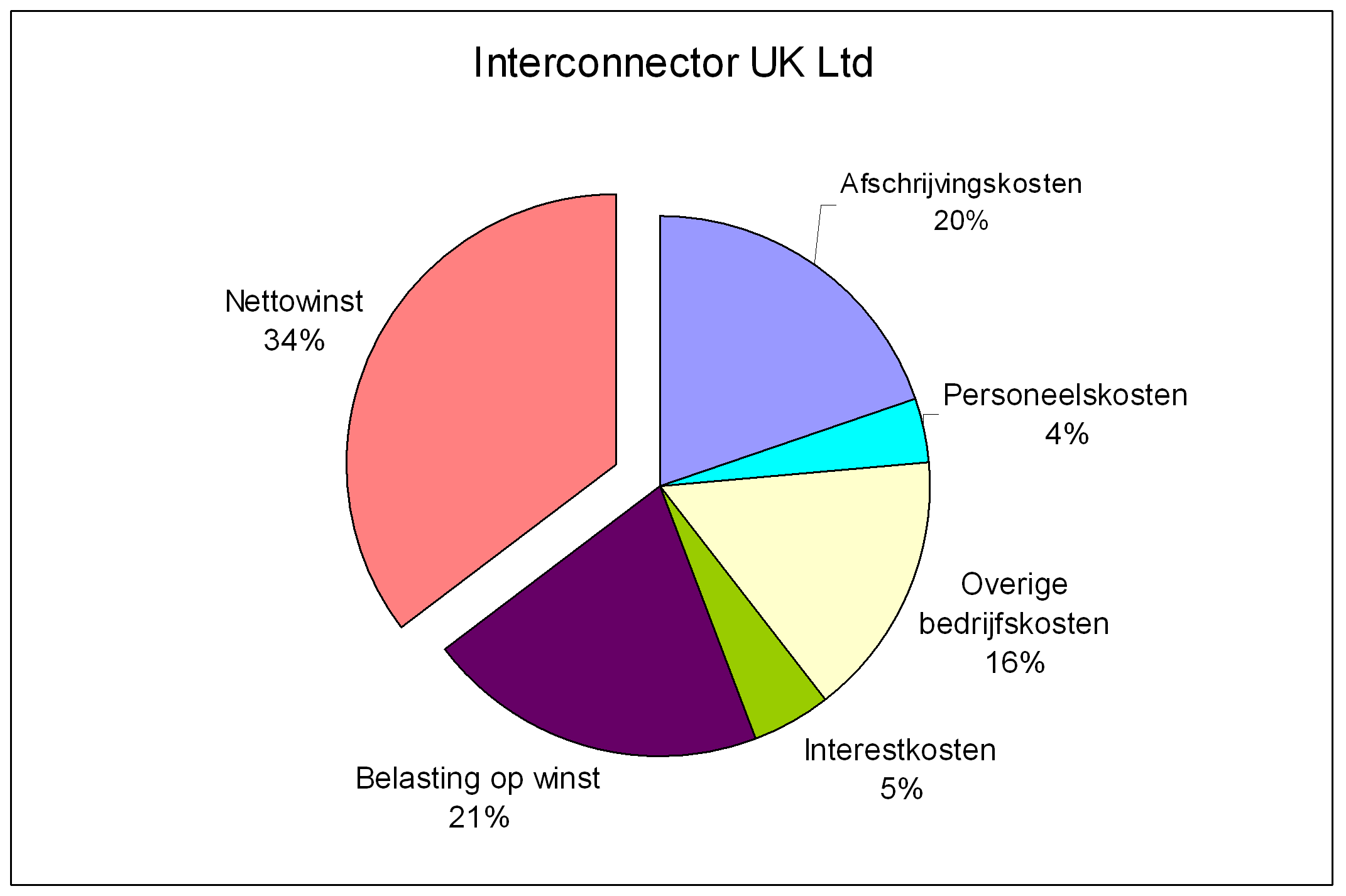
Overzicht kosten van Interconnector UK Limited over het boekjaar eindigend in September 2009

Hieronder een tabel met financiële gegevens over de laatste drie boekjaren:
| Omschrijving        | 2006/07 | 2007/08 | 2008/09 |
| ------------------- | ------- | ------- | ------- |
| Omzet               | 134,5   | 145,2   | 151,7   |
| Netto resultaat     | 48,4    | 42,9    | 53,3    |
| Dividend            | 37,0    | 40,7    | 72,7    |
| Waarde vaste activa | 494     | 496     | 487     |
| Totaal schulden     | 380     | 380     | 368     |
| Aandelenvermogen    | 36      | 42      | 30      |

Het bedrijf is kapitaalintensief, een groot deel van het vermogen ligt vast in de pijpleiding en de terminals. Met de energiebedrijven die gebruikmaken van de faciliteiten zijn afspraken gemaakt tot 2018. Op basis van deze meerjarige contracten zijn banken en andere financiële instellingen bereid veel geld te lenen aan Interconnect UK Limited. De schuldenlast bedroeg per eind september 2009 zo’n 368 miljoen pond. Dit is hoog, zeker in vergelijking tot het vermogen dat door de aandeelhouders ter beschikking is gesteld, namelijk 30 miljoen pond. Bij het bedrijf werken ongeveer 60 medewerkers. Belangrijke kostenposten van het bedrijf zijn derhalve afschrijvingen op de vaste activa en de rente op de schulden. Na aftrek van alle kosten en belastingen over de winst, blijft er nog een royale winst over waaruit een aantrekkelijk dividend kan worden betaald.

### Aandeelhouders
In mei 2016 waren de aandeelhouders:
- Fluxys - 50,75%
- La Caisse de dépôt et placement du Québec (CDPQ) – 23,5%
- CDP Groupe Infrastructures Inc. – 10% (een onderdeel van CDPQ)
- Snam – 15,75%

In maart 2018 namen Fluxys en Snam het 33,5% belang van CDPQ over. De overnamesom was circa 75 miljoen Britse pond. Na de transactie heeft Fluxys een belang van 76,32% en Snam van 23,68%. De aandeelhoudersstructuur in augustus 2018 was als volgt:
- Fluxys:
  - Fluxys Interconnector Limited - 15,04%
  - Fluxys UK Limited - 37,60%
- twee joint ventures van Fluxys en Snam:
  - Gasbridge 1 B.V. - 23,68%
  - Gasbridge 2 B.V. - 23,68%